# Parapagurus alaminos
Parapagurus alaminos is een tienpotigensoort uit de familie van de Parapaguridae. De wetenschappelijke naam van de soort is voor het eerst geldig gepubliceerd in 1986 door Lemaitre.